# Potamolepis weltneri
Potamolepis weltneri är en svampdjursart som beskrevs av Moore 1903. Potamolepis weltneri ingår i släktet Potamolepis och familjen Potamolepiidae.
Artens utbredningsområde är havet utanför Tanzania. Inga underarter finns listade i Catalogue of Life.